# Università statale di Baku
L'Università statale di Baku (in azero Bakı Dövlət Universiteti, BDU) è un'università pubblica situata a Baku, in Azerbaigian. 

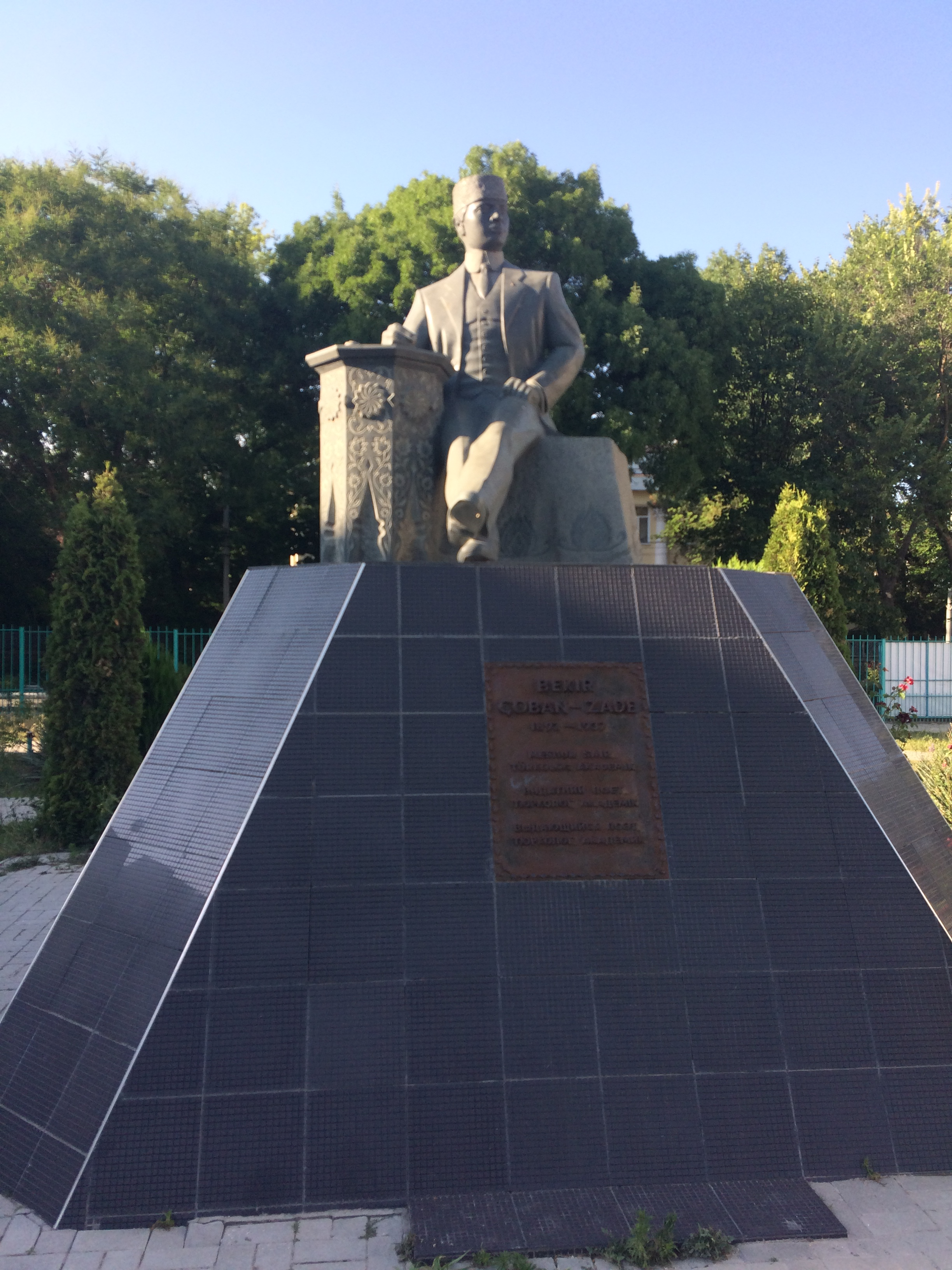
Monumento a Bekir Çobanzade a Belogorsk.

## Storia
Fondata nel 1919 dal Parlamento della Repubblica Democratica dell'Azerbaigian, l'Università ha iniziato con le facoltà di storia e filologia; fisica e matematica; legge e medicina con 1094 studenti iscritti.  Il primo rettore della BSU è stato V. I. Razumovskij, un ex professore di chirurgia presso l'Università di Kazan'.
Nel 1930, il governo sovietico ha ordinato la chiusura dell'Università in accordo con una riorganizzazione dell'istruzione superiore, e l'Università è stato sostituito con il Supremo Istituto Pedagogico. Tuttavia, nel 1934 l'Università è stata istituita di nuovo, e ha continuato a lavorare attraverso i difficili anni della seconda guerra mondiale registrando una carenza di docenti.
Con il suo 40º anniversario nel 1959, l'Università aveva già 13 facoltà. L'Università Medica dell'Azerbaigian e l'Università statale di Economia dell'Azerbaigian sono entrambe state istituite da rami delle facoltà originali della BSU.

## Facoltà e istituti

### Facoltà
1. Matematica Applicata e Cibernetica economici
2. Fisica
3. Meccanica e Matematica
4. Chimica
5. Biologia
6. Geologia
7. Geografia
8. Storia
9. Filologia
10. Teologia
11. Diritto Internazionale e Relazioni Internazionali
12. Giornalismo
13. Legge
14. Studi orientali
15. Scienze Sociali e Psicologia
16. Biblioteconomia - l'unica scuola per bibliotecari in Azerbaigian[3]

### Istituti di ricerca
1. Istituto di Ricerca Scientifica di Matematica Applicata
2. Istituto per i problemi di fisica teorica

## Collaborazioni internazionali
L'ateneo collabora con altre università ed organizzazioni a livello internazionale:
- Balkan Universities Network
- Chung Yuan Christian University, Taiwan

## Alumni
- Vougar Aslanov, scrittore e pubblicista sovietico